# South Jordan
South Jordan ist eine Stadt im Salt Lake County des US-Bundesstaates Utah. Sie befindet sich 29 km südlich von Salt Lake City. Das U.S. Census Bureau hat bei der Volkszählung 2020 eine Einwohnerzahl von 77.487 ermittelt. 
South Jordan ist Teil des Großraums Salt Lake City und liegt im Salt Lake Valley am Ufer des Jordan River zwischen den 2.700 m hohen Oquirrh Mountains und den 3.700 m hohen Wasatch Mountains. South Jordan wurde 1859 von mormonischen Siedlern gegründet und war ursprünglich eine Agrarstadt. Heute ist es eine schnell wachsende Schlafstadt von Salt Lake City. 

## Geschichte
1847 erreichten die ersten mormonischen Siedler die Region. Die Siedlung wurde 1859 gegründet. Im Jahr 1863 wurde der Kirche Jesu Christi der Heiligen der Letzten Tage-Zweig South Jordan als Zweig der West Jordan Ward organisiert und gab South Jordan seinen Namen. Die Bürger von South Jordan stimmten am 8. November 1935 für die Gemeindegründung. Die Stadt wurde zunächst von einem Stadtrat verwaltet, der für Parks, Wasser und den Friedhof zuständig war. Im Jahr 1978 wechselte die Stadt zu einer Bürgermeister-Rat-Regierungsform und übernahm die örtliche Aufsicht über Polizei, Feuerwehr, Straßen- und Bauinspektionen vom Salt Lake County.
Ursprüngliche eine von der Landwirtschaft lebende Siedlung, wandelte sich South Jordan dank der Nähe zu Salt Lake City im Laufe der Zeit zu einer Vorstadt und erlebte ein rasantes Bevölkerungswachstum.
| Jahr | Einwohner¹ |
| ---- | ---------- |
| 1980 | 7.492      |
| 1990 | 12.220     |
| 2000 | 29.437     |
| 2010 | 50.418     |
| 2020 | 77.487     |

¹ 1980 – 2020: Volkszählungsergebnisse

## Demografie
Nach der Volkszählung von 2010 leben in South Jordan 50.418 Menschen in 14.333 Haushalten Die Bevölkerungsdichte liegt bei 2278 Personen/km². Auf die Fläche der Stadt verteilt befinden sich 14.943 Wohneinheiten, das entspricht einer mittleren Dichte von 675,3 Einheiten pro km². Die Bevölkerung teilt sich auf in 91,5 % Weiße, 0,2 % Afroamerikaner, 0,2 % indianischer Abstammung, 2,6 % Asiaten, 0,9 % Ozeanier und 2,4 % mit zwei oder mehr Ethnizitäten. Hispanics machten 6 % der Bevölkerung von South Jordan aus. In Vergleich zum landesweiten Durchschnitt weist South Jordan ein höheres Haushaltseinkommen und eine niedrigere Kriminalitätsrate auf.

## Religion
Ein bedeutender Teil der Bevölkerung gehört der Kirche Jesu Christi der Heiligen der Letzten Tage (Mormonentum) an. Neben Provo ist South Jordan die einzige Stadt der Welt, in der es zwei Tempel der Kirche Jesu Christi der Heiligen der Letzten Tage gibt.